# Plagiogonus nanus
Plagiogonus nanus är en skalbaggsart som beskrevs av Leon Fairmaire 1860. Plagiogonus nanus ingår i släktet Plagiogonus och familjen Aphodiidae. Inga underarter finns listade i Catalogue of Life.